# Jouy-le-Potier
Jouy-le-Potier é uma comuna francesa na região administrativa do Centro, no departamento Loiret. Estende-se por uma área de 49,46 km². Em 2010 a comuna tinha 1 388 habitantes (densidade: 28,1 hab./km²).